# 惠特蘭鎮區 (堪薩斯州福特縣)
惠特蘭鎮區（英語：Wheatland Township）為美國堪薩斯州福特縣轄下的鎮區。2010年美国人口普查中此鎮區人口有151人。

## 地理
惠特蘭鎮區涵蓋總面積為192.3平方（74.24平方英里），其中陸地面積為192.3平方（74.24平方英里），水域面積為0平方（0.00平方英里）或0.00%。海拔高度706（2,316英尺）。

## 人口統計
根據2010年美國人口普查，惠特蘭鎮區人口有151人，其中男性有79人，女性有72人，人口密度為每平方公里0.79人，住房計73戶。鎮區內的白人有138人，非裔美國人有1人，美洲原住民有1人，亞裔美國人有0人，太平洋島裔美國人有0人，其他種族有11人，混血種族則有0人。此外鎮區內有20人為西班牙裔或拉丁裔美國人。此鎮區之年齡中位數為44.3歲，而男性年齡中位數為43.8歲，女性年齡中位數為45.0歲。

## 交通

### 主要公路
- 50號美國國道
- 56號美國國道